# Deficiència d'alfa-1-antitripsina
La deficiència d'alfa-1-antitripsina és un trastorn genètic autosòmic codominant, no lligat al sexe, causat per un defecte de producció d'alfa-1-antitripsina (DpA1AT); el qual dona lloc a una disminució de l'activitat de l'A1AT en la sang i els pulmons, i a un dipòsit d'A1AT anormal en les cèl·lules del fetge. Un terç dels pacients adults amb el fenotip més greu de la malaltia (PiZZ) desenvolupen patologies hepàtiques clínicament significatives.

## Patogènesi
La forma de transmissió del DpA1AT implica que els individus afectats hereten un gen codificador de l'alfa-1-antitripsina anormal de cada progenitor. El gen s'anomena SERPINA1, és altament polimórfic i està situat en la posició 32.13 del braç llarg del cromosoma 14 (14q32.13). Les mutacions al·lèliques determinen el tipus genotípic de la malaltia i, per tant, les diferències entre les manifestacions clíniques que presenta.
Els mecanismes moleculars que provoquen les alteracions pulmonars i les hepàtiques són diferents. Les lesions a pulmó es deuen a la deficiència relativa en sang i en els mateixos pulmons de la proteïna A1AT, la qual és la principal inhibidora circulant de la serina-proteïnasa (un enzim que regula la resposta immunitària). En un pulmó sa existeix un equilibri funcional entre proteases i antiproteases, mantingut per la A1AT. Si es trenca el balanç enzimàtic, es degraden les membranes basals de l'epiteli i el teixit connectiu dels pulmons i s'activen altres proenzims proteolítics, creant tot plegat un fenomen que atreu químicament les cèl·lules inflamatòries. Fent un breu resum, l'afectació pulmonar pel DpA1AT es caracteritza per una inflamació neutròfila de les vies aèries i uns elevats nivells intrapulmonars de proteases.
Les lesions a fetge deriven de l'acumulació de l'esmentada proteïna dins dels hepatòcits (lloc a on es produeix majoritàriament la seva síntesi), fet que comporta una activació del sistema del complement i desencadena un ampli ventall de canvis inflamatoris. Aquesta acumulació és provocada per un mal plegament i una incorrecta polimerització de l'A1AT en el reticle endoplasmàtic de l'hepatòcit. El tret histològic més característic de dita acumulació és la presència de glòbuls PAS+ i diastasa-resistents en els hepatòcits. El diagnòstic anatomopatològic es confirma amb tincions immunohistoquímiques específiques. Les alteracions hepàtiques són la segona causa de mort dels malalts que tenen deficiència d'alfa-1-antitripsina.
S'ha demostrat que els nens o els joves afectes de DpA1AT amb un alt risc de patir danys hepàtics o pulmonars (fenotip ZZ) tenen telòmers més curts i una menor activitat de la telomerasa que els individus de risc intermedi o baix (fenotips MZ i SZ), fenomen que s'atribueix a l'important estrès oxidatiu que el fenotip ZZ comporta. Això suggereix que la longitud telomèrica pot ser un bon biomarcador per determinar el pronòstic o el comportament evolutiu de la malaltia.
La malaltia fou descrita per primera vegada per Laurell i Eriksson l'any 1963, al observar l'absència de la banda alfa 1 de les globulines en les electroforesis sèriques d'alguns pacients. Un 1-5% de malalts amb MPOC la pateixen. El dèficit d'A1AT per se no provoca necessàriament MPOC i calen altres factors concurrents, com tabaquisme, infeccions víriques respiratòries, pneumònia o exposició laboral a tòxics ambientals perquè en aquests individus es desenvolupi una obstrucció crònica del flux aeri.
Hi ha diverses formes i graus de deficiència, principalment depenent de si el pacient té una o dues còpies del gen afectat, ja que és un tret codominant. Existeixen unes 90 variants rares de la malaltia, com ara les I, P, F, Z, Sroubaix, Mlike, Q0amiens, Q0milano, Mmalton o Q0parma, les quals tenen patrons d'afectació pulmonar i/o hepàtica més o menys diferents. Una de les darreres mutacions tipificades és la PI*M S-Napoli, corresponent a un canvi en el al·lel S del gen SERPINA1 fins ara desconegut.

## Signes i símptomes
La deficiència d'A1AT greu causa emfisema panacinar amb destrucció dels alvèols pulmonars o MPOC en la vida adulta en moltes persones amb la malaltia (especialment si estan exposats al fum del tabac), així com diverses malalties hepàtiques en una minoria de nens i adults, i -de vegades- més problemes inusuals. El dèficit d'A1AT és la malaltia congènita potencialment mortal més freqüent en l'edat adulta i una de les principals causes d'hepatitis colestàsica neonatal. La presentació predominant durant les dues primeres dècades de la vida és el dany hepàtic. Les malalties respiratòries es presenten més tard, al voltant dels 40-50 anys, sent la dispnea el motiu de consulta mèdica més comú. A les radiografies de tòrax, l'emfisema predomina a les zones basals pulmonars, degut a la distribució gravitacional del flux hemàtic pulmonar i no sempre és fàcil avaluar la seva gravetat sense emprar tècniques especials. En les etapes inicials s'observen bul·les intraparenquimàtiques, que en més del 40% dels casos s'acompanyen de bronquièctasis (dilatacions dels bronquis) importants.
De vegades (~1/1000 casos), també pot originar panniculitis, la qual es manifesta amb àrees de necrosi espontània a la pell -ocasionalment supurades- sense cap traumatisme previ. S'han descrit altres alteracions dermatològiques relacionades amb el DpA1AT: pèmfig, síndrome de Muir-Torre, urticària, angioedema hereditari tipus I, lupus eritematós, psoriasi o dermatitis atòpica; encara que existeixen dubtes sobre si aquestes coincidències son casuals o deriven de canvis implicats en la resposta immunitària secundaris a la malaltia i capaços de modificar l'expressió de dites dermatosis. L'associació de DpA1AT i vasculitis de grans vasos originada per anticossos dirigits contra el citoplasma dels neutròfils (ANCA) és infreqüent, però no excepcional, i acostuma a presentar-se en forma de poliarteritis microscòpica. La combinació de DpA1AT, vasculitis ANCA i dissecció aòrtica és molt escassa.
Les persones amb la malaltia tenen un considerable risc de desenvolupar un càncer de pulmó, siguin fumadores o no, especialment dels tipus escatós i bronquioloalveolar. En alguns casos, aquest trastorn pot ser la causa d'un pneumotòrax espontani. Les evidències de relació causal entre el DpA1AT i el càncer de còlon no són -per ara- concloents, encara que existeixen diversos mecanismes similars implicats en la carcinogènesi pulmonar relacionada amb DpA1AT i la colònica. S'ha observat que els malalts amb DpA1AT i malalties cròniques intestinals presenten un curs pitjor i una progressió més ràpida d'aquestes que els no afectats de DpA1AT. En models murins, el tractament contra la deficiència millora la colitis crònica i l'ileïtis aguda.
L'hepatopatia originada pel DpA1AT pot ocasionar fibrosi i cirrosi i comporta un augment del risc de sofrir un carcinoma hepatocel·lular. El principal efecte patogènic de l'acumulació de l'alfa 1-antitripsina Z mutant en el fetge és l'autofàgia de les mitocòndries hepatocitàries. La presentació clínica d'aquesta hepatopatia és diversa i varia molt depenent si la seva aparició esdevé durant la infància, l'adolescència o la maduresa. En nens petits, s'aprecia dins dels seus dos primers mesos de vida una icterícia persistent, acompanyada d'hepatomegàlia i nivells alts de transaminases i bilirubina conjugada en sèrum. En adults, no és infreqüent que sigui detectada quan sorgeixen signes d'hipertensió portal, als 50-65 anys.

### Pronòstic
La malaltia progressa lentament, encara que s'accelera quan es produeixen infeccions de vies baixes o inhalacions de pols irritants. Els pacients que són fumadors actius inicien els símptomes molt abans i la seva esperança de vida es redueix molt, ja que la dispnea s'instaura entre els 40 i els 50 anys, amb una pèrdua anyal mitjana del volum expiratori forçat en 1 segon (VEF1) de 300 ml. En canvi, en els no fumadors, la dispnea comença entorn dels 50 anys amb una pèrdua anyal del VEF1 de 90 ml, similar a la dels fumadors susceptibles sense deficiència d'A1AT. Segons les dades del REDAAT, entre un total de 650 casos registrats durant el període 1992-2016 la variabilitat observada en el declivi del VEF1 pot considerar-se alta. La disminució mitjana fou de 28 mL/any, amb una mediana de 33 mL/any. El 6% dels individus eren fumadors actius i el 78% ex fumadors. En el grup estudiat, la major pèrdua de VEF1 s'aprecià en homes, pacients d'entre 30–44 anys i fumadors.

## Diagnòstic
Malgrat tot, el DpA1AT segueix sent un trastorn infradiagnosticat i -en els individus adults- s'acostuma a detectar quan els problemes pulmonars ja estan molt avançats. L'edat mitjana dels diagnòstics confirmats se situa entorn als 45 anys. Algunes estimacions indiquen que uns 116 milions de persones podrien ser portadores d'alguna forma d'aquesta alteració genètica i 1,1 milions patir una deficiència greu. Es calcula, a partir d'estudis comparatius entre la freqüència d'aparició de DpA1AT entre el conjunt de la població i el nombre de casos registrats, que la gran majoria de potencials pacients (>85%) no han estat identificats. La malaltia predomina en Europa Occidental, sobre tot als Països Escandinaus, però aquesta aparent predominança podria ser un efecte d'una major disponibilitat assistencial i d'eines de diagnosi en aquesta zona, ja que en el decurs dels darrers anys el DpA1AT ha estat identificat de forma creixent en individus de nombrosos països i grups de població dels cinc continents. Ara per ara i de forma generalitzada, no es practiquen proves per descartar o confirmar el DpA1AT dins dels protocols rutinaris de maneig de la MPOC, un fet que -desafortunadament, malgrat el baix cost dels tests específics automàtics i amb independència de la concurrència de tabaquisme o no- impideix diagnosticar precoçment la forma pulmonar de la malaltia.
Una dificultat diagnòstica coneguda és diferenciar la deficiència d'A1AT de l'asma. Són dues entitats patològiques diferents, però poden coexistir en el mateix malalt. Per aquest motiu, cal sospitar i descartar la malaltia en asmàtics -joves o grans- amb història familiar d'emfisema, sense evidència d'atòpia, amb trets objectius de bronquitis crònica progressiva, signes radiològics emfisematosos o amb asma que no respon al tractament habitual o que és cortico-depenent. Per facilitar el diagnòstic precoç del DpA1AT, s'ha creat un test simplificat que permet l'anàlisi de mostres de sang seca.

## Tractament
Es tracta amb l'evitació dels inhalants nocius, infusió intravenosa de la proteïna A1AT, trasplantament de fetge o de pulmó (inclús dels dos pulmons), i per una varietat d'altres mesures, però en general es produeix un cert grau de discapacitat i menor esperança de vida.
El tractament mèdic de primera línia del DpA1AT consisteix, fonamentalment, en una teràpia substitutiva amb infusions endovenoses d'A1AT purificada procedent de plasma de donants sans. Aquesta teràpia només està indicada en el cas d'emfisema pulmonar per DpA1AT. No té cap efecte sobre l'hepatopatia associada a la malaltia i no existeixen evidències de la seva efectivitat contra la panniculitis. Es considera una teràpia segura i, des de la seva instauració a finals de la dècada de 1980, ha ocasionat pocs efectes adversos seriosos amb absència de complicacions significatives en més del 80% dels pacients tractats. Per mantenir estables els nivells d'A1AT en el sèrum i alentir la pèrdua de densitat pulmonar del pacient es recomana una pauta setmanal de 60 mg/kg o bé dosis alternes de 180 mg/kg cada tres setmanes i 120 mg/kg cada dues setmanes. S'ha comprovat que el tractament augmenta la supervivència a llarg termini dels malalts. La teràpia s'administra, ara per ara, en centres hospitalaris, als serveis d'hospital de dia. El producte es prepara quan el pacient arriba al centre i té un període d'activitat de 3-4 h una vegada processat, motiu que fa necessària la seva perfusió al més aviat possible, a una velocitat inferior a 0,08 mL/kg/minut. Està actualment comercialitzada amb el nom Respreeza.
Alguns especialistes opinen que el seleni té un potencial ús terapèutic en el DpA1AT i la MPOC en general, ja que és essencial per la correcta funcionalitat de les selenoproteïnes i el control de l'estrès del reticle endoplasmàtic.
En cas de cirrosi, 50-65 anys.és una franja d'edat a la que correspon el 85-90% de tots els trasplantaments de fetge relacionats amb el dèficit efectuats als EUA. Entre les possibles estratègies alternatives al trasplantament que es plantegen en l'actualitat destaquen la teràpia cel·lular i l'ús de determinats fàrmacs de molècula petita, ara per ara en procés de disseny.

## Recerca
L'any 1997, l'OMS va recomanar la creació d'un registre internacional de casos de DpA1AT i dos anys després es fundà a Europa el Alpha One International Registry (AIR), organització que agrupa els registres de 21 països.
El DpA1AT, en ser una malaltia hereditària relacionada amb un únic gen, és un camp de recerca de gran interès pel futur desenvolupament de tècniques de teràpia gènica. La reparació del gen defectuós, emprant el sistema d'edició molecular CRISPR/Cas9, podria ser una estratègia segura i eficaç en el maneig d'aquest tipus de deficiència proteica.